# Konstantinstraße 80 (Mönchengladbach)

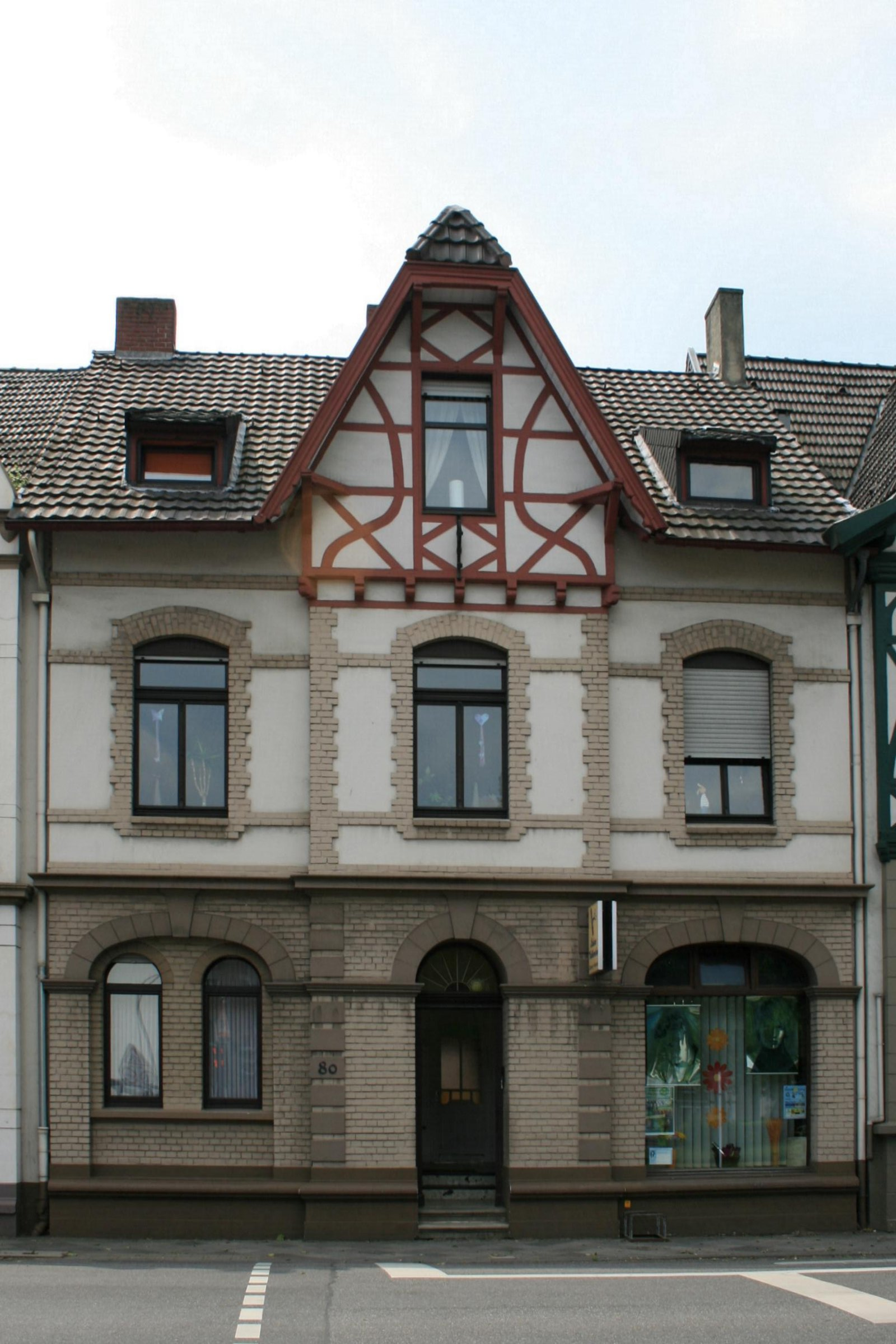
Wohnhaus (2010)

Das Fabrikgebäude Konstantinstraße 80 steht im Stadtteil Giesenkirchen in Mönchengladbach (Nordrhein-Westfalen).
Das Gebäude wurde 1900 erbaut. Es wurde unter Nr. K 044 am 13. Juni 1990 in die Denkmalliste der Stadt Mönchengladbach eingetragen.

## Architektur
Das Objekt steht als Mittelglied einer homogenen Dreiergruppe als zweigeschossiges, dreiachsiges Backsteinputzhaus. Leicht risalitartig vorgezogene Mittelachse mit Eingang sowie mächtiger Dacherker mit Schopfwalmgiebel.